# جورج ماريستشكا
جورج ماريستشكا (بالألمانية: Georg Marischka)‏ هو كاتب سيناريو ومخرج وممثل نمساوي، ولد في 29 يونيو 1922 بفيينا في النمسا، وتوفي في 9 أغسطس 1999 في ألمانيا.

## أعمال

### أفلام
- (1978) الأولاد من البرازيل

## وصلات خارجية
- جورج ماريستشكا على موقع IMDb (الإنجليزية)
- جورج ماريستشكا على موقع ألو سيني (الفرنسية)
- جورج ماريستشكا على موقع أول موفي (الإنجليزية)
- جورج ماريستشكا على موقع قاعدة بيانات الأفلام السويدية (السويدية)
- جورج ماريستشكا على موقع قاعدة بيانات الفيلم (الإنجليزية)
- جورج ماريستشكا على موقع كينوبويسك (الروسية)